# فردین
محمّدعلی فردین (۱۵ بهمن ۱۳۰۹ – ۱۸ فروردین ۱۳۷۹) بازیگر، تهیه‌کننده، کارگردان سینما و کشتی‌گیر ایرانی بود. او در ورزش کشتی فعالیت داشت و در قهرمانی جهان ۱۹۵۴ به مدال نقره دست یافت. او سپس با دعوت اسماعیل کوشان اولین حضور حرفه‌ای خود در سینما را با نقش‌آفرینی در چشمه آب حیات (۱۳۳۸) آغاز کرد. از بازی‌های برجستهٔ فردین می‌توان به سلطان قلبها، کوچه مردها، گنج قارون، راز درخت سنجد، ساحل انتظار، باباشمل، میعادگاه خشم، ناجورها، ایوب، برزخی‌ها، جهنم + من، و جبار سرجوخه فراری اشاره کرد.
فردین از بازیگرانی است که به او لقب سوپراستار داده‌اند. او در جشنواره سینمایی سپاس برای بازی در سلطان قلب‌ها بهترین بازیگر مرد ۱۳۴۸ شد و لوح سپاس را کسب کرد. او بعد از انقلاب ۱۳۵۷ به همراه سعید راد و ناصر ملک‌مطیعی در فیلم برزخی‌ها به کارگردانی ایرج قادری بازی کرد که سال ۱۳۶۱ روی پرده رفت و پس از مدتی توقیف شد. این فیلم آخرین حضور فردین در عرصه سینمای ایران بود و پس از آن اجازهٔ کار به او داده نشد.

## زندگی
محمّدعلی فردین، فرزند علی متولد ۱۵ بهمن ۱۳۰۹ در تهران و از خانواده‌ای هنر دوست در محلی بین خیابان شهباز سابق و خیابان ری به اسم ادیب الممالک، کوچه صحت، به دنیا آمد. پدرش، متولد محله سنگلج کارمند اداره تسلیحات و از بازیگران تئاتر، در کنار تقی ظهوری کارهای مولیر را اجرا می‌کرد. محمدعلی دو برادر به نام‌های عباس و ایرج و یک خواهر داشت. او فرزند ارشد خانواده بود.
دوران ابتدایی را در دبستان ترقی در خیابان شهباز، و دوره متوسطه را در دبیرستان آذر در خیابان شاه‌آباد گذراند و موفق به اخذ دیپلم گردید، در سن ۱۸ سالگی به سربازی رفت و دو سال در نیروی هوایی ارتش شاهنشاهی خدمت کرد.

## ازدواج
فردین در سال ۱۳۲۸ (سن ۱۹ سالگی) با مهری خمارلو ازدواج کرد، همسرش از آشنایی و ازدواج با فردین چنین می‌گوید: 
 فردین دوست برادرم بود، با هم ورزش می‌کردند و موجب آشنایی مختصر من و فردین شد، پیشنهاد ازدواج از طریق برادرم مطرح شد، او بسیار سر به زیر و محجوب بود، او با نوزده سال سن و من هم هفده ساله در همان سال ازدواج کردیم.
فردین تا پایان عمر به همسرش وفادار ماند و حاصل این ازدواج چهار فرزند به نام‌های: سعید، سیاوش، عاطفه و آمنه بود.

## دوران ورزشی
در سن پنج سالگی علی‌رغم مخالفت‌های پدر به شکل حرفه‌ای به ورزش‌هایی چون: فوتبال، ژیمناستیک جفت چهارگوش، کله‌معلق کبدی شنا و هالتر پرداخت، و با تغییر پی در پی رشته‌های ورزشی سرانجام از دنیای کشتی سر درآورد.
او به باشگاه نیرو و راستی رفت و زیر نظر کیومرث ابوالملوکی به فراگیری فنون کشتی پرداخت. ابوالملوکی در مورد فردین می‌گوید: «بسیار باهوش بود. فنون کشتی را به‌راحتی یادمی‌گرفت و راحت‌تر از آن اجرا می‌کرد بیش از آن که از زور بازو و قدرت خود استفاده کند، از هوش و ذکاوت خود بهره می‌برد».
بعدها فردین به باشگاه تهران رفت، در این‌جا بود که با غلامرضا تختی آشنا شد، او در این باشگاه زیر نظر حبیب‌الله بلور به صورت حرفه‌ای کشتی را دنبال کرد. وی اولین بار در مسابقات قهرمانی کشور در رشته آزاد در سال ۱۳۳۲ در اصفهان در وزن ششم مدال برنز گرفت و در سال ۱۳۳۳ در انتخابی تیم ملی در وزن ۷۳ کیلو برگزیده شد و راهی تیم ملی گردید و در دومین دوره مسابقات جهانی در سال ۱۹۵۴ میلادی در توکیو به همراه محمود ملاقاسمی، محمدمهدی یعقوبی، ناصر گیوه‌چی، توفیق جهانبخت، عباس زندی، غلامرضا تختی و احمد وفادار اعضای تیم‌ملی را تشکیل دادند و در نهایت در این مسابقات تیم ایران دو مدال طلا در وزن‌های ۶۷ و ۷۹ کیلوگرم توسط توفیق جهانبخت و عباس زندی به دست آمد اما در وزن ۷۳ کیلوگرم محمدعلی فردین با شکست حریفانی از فیلیپین، سوئد، آرژانتین و ژاپن فینالیست شد ولی در مبارزه پایانی مغلوب حریف گرجی از شوروی سابق شد و با مدال نقره به کار خود پایان داد.
همچنین در سال ۱۳۳۶ در قهرمانی کشور در تهران در یک‌وزن پائین‌تر در وزن پنجم با شکست همه مدعیانش عنوان قهرمانی را به دست آورد. فردین برای اینکه ثابت کند در رشته فرنگی نیز تبحر دارد در مسابقات قهرمانی کشور در سال ۱۳۳۷ در تهران در وزن ششم بعد از اینکه همه حریفان خود را تا فینال شکست داد در مبارزه نهایی نیز در فینالی تکراری از سد محمد بهادری گذشت و با کسب عنوان قهرمانی در صدر وزن ششمی‌ها قرار گرفت.
وی به دلیل آسیب‌دیدگی و پاره‌ای از نامهربانی‌ها مجبور شد با دنیای کشتی خداحافظی کند، محمدعلی فردین از معدود قهرمانانی است که هم در کشتی آزاد و هم در کشتی فرنگی، عنوان قهرمانی ایران را نصیب خود کرد.

محمد علی فردین در ایام قهرمانی

### افتخارات ورزشی فردین
- ۷۹ کیلوگرم: قهرمانی کشور ۱۳۳۲ اصفهان – مدال برنز
- ۷۳ کیلوگرم: نفر اول انتخابی تیم ملی در سال ۱۳۳۳
- ۷۳ کیلوگرم: مسابقات جهانی ۱۹۵۴ توکیو – نقره
- ۷۳ کیلوگرم: بدون شکست در رقابت‌های تیم به تیم در سوئد
- ۷۳ کیلوگرم: عضو تیم ملی، اعزامی به جشنواره جهانی ۱۹۵۵ ورشو
- ۷۳ کیلوگرم: قهرمانی کشور ۱۳۳۶ تهران – طلا
- ۷۳ کیلوگرم: مسابقات جهانی ۱۹۵۷ استانبول – چهارم
- ۷۹ کیلوگرم: کشتی فرنگی قهرمانی کشور ۱۳۳۷ تهران – طلا

## ورود به عرصه سینما

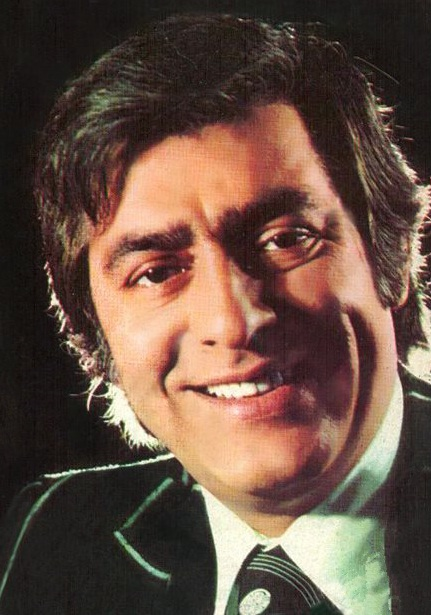
عکسی از محمدعلی فردین

ورود فردین به عرصهٔ سینما اتفاقی بوده در زمستان ۱۳۳۸. او ۲۸ سال داشت و زمانی که برای دیدن فیلمی وسترن به سینما رفته بود که به گفته خودش بلیط به او نرسید و گیشه بلیط فروشی بسته شد و او پشت در سینما ماند، در این حین اسماعیل کوشان که با چهره فردین در عرصه کشتی آشنا بود جلو آمد و وی را به داخل سینما دعوت کرد.
کوشان به او پیشنهاد بازی در فیلم چشمه آب حیات که سیامک یاسمی آن را کارگردانی می‌کرد را داد و فردین پذیرفت و بدین ترتیب فردین به عنوان یکی از هنرپیشهٔ‌های اصلی فیلم، اولین نقش حرفه‌ای خود را در سینما بازی کرد.
ایرن بازیگر زن مقابل فردین در فیلم چشمه آب حیات چنین می‌گوید: «یک پلان را بارها و بارها تکرار کردم، چون فردین به دلیل کم‌رویی و خجالت نمی‌توانست آن را بازی کند.» از همان آغاز چنگیز جلیل‌وند به جای او حرف می‌زد و اکثر آواز را ایرج می‌خواند.
بازی در فیلم‌های فردا روشن است و فریاد نیمه شب به کارگردانی ساموئل خاچیکیان نقطه عطف کارنامه هنری اش محسوب می‌شود، آثاری که توانستند عنوان بهترین و پرفروشترین فیلم سال را ازآن خود کنند، فردین با فیلم آقای قرن بیستم به شهرت رسید؛ و درمیان سال‌های ۱۳۴۱ تا ۱۳۴۷ دراوج دوران کاری خود قرار گرفت.

### بازی در فیلم گنج قارون
در سال ۱۳۴۴ با بازی در فیلم گنج قارون ساخته سیامک یاسمی شهرت خود را صد چندان کرد، دست‌اندرکاران فیلم گنج قارون گمان می‌کردند که شانسی برای اکران ندارد، به همین دلیل کارگردان فیلم، سیامک یاسمی تمامی بلیت‌های هفتهٔ نخست نمایش فیلم گنج قارون را خرید گنج قارون بر پرده آمد و در هفته اول فروشش اصلاً مناسب نبود، ظاهراً در روزهای اول آن قدر فروشش پایین بود که روز چهارم اکران می‌خواستند آن را از پرده بردارند.
سیامک یاسمی با سینماداران صحبت کرد و رضایتشان را برای ادامه اکران فیلم در هفته دوم جلب کرد، شرط سینماداران این بود که اگر فروش فیلم تا پنج شنبه بهتر شد ان را بر پرده نگه دارند.
با افتتاحیه ضعیفی که گنج قارون داشت حتی خود یاسمی تصور نمی‌کرد وضعیت ناگهان ۱۸۰ درجه تغییر کند، ولی نتیجه وارونه شد و با استقبال حیرت‌انگیز مردم از روز پنج شنبه فروش فیلم کمی بهتر شد، جمعه فروش باز بالاتر رفت به‌طوری‌که صاحبان فیلم ترغیب شدند نمایش فیلم را ادامه بدهند، در هفته دوم فروش فیلم دو برابر شد کم‌کم نام گنج قارون بر زبان‌ها افتاد و ناگهان صف‌های طولانی گرداگرد سینماهای نمایش دهنده فیلم به وجود آمد.
گنج قارون در سینماهای جنوب شهر با بلیت ارزان قیمت اکران شده بود، ولی تقریباً کل افراد جنوب شهر تهران و شهرستان‌ها بارها و بارها به دیدن فیلم رفتند و گنج قارون به فروشی افسانه‌ای دست یافت.
این فیلم در سال ۴۴ حدود ۵/۳ میلیون تومان فروش داشت و قریب ۲ میلیون نفر از این فیلم بازدید کردند و فیلم گنج قارون یکی از پرفروش‌ترین فیلم‌های تاریخ سینمای ایران شد، و به گفته بسیاری از هنرمندان بازار ورشکسته نمایش فیلم ایرانی رونق گرفت. فیلم گنج قارون در حقیقت ناجی سینمایی بود که به علت نبود تماشاچی مناسب در ورطه نابودی بود. پس از گنج قارون تعداد تماشاچی سینما برای هر فیلم به تعداد چشمگیری افزایش یافت و در حقیقت شخصیت فردین موجب آشتی مردم با سینمای ایران شد.

تقی ظهوری (سمت راست) و محمد علی فردین در فیلم گنج قارون ۱۳۴۴

### فیلم سلطان قلب‌ها
یکی از آثار شاخص سینمای قبل انقلاب فیلم سلطان قلب هاست که به کارگردانی و بازیگری محمدعلی فردین تهیه گردید. این فیلم که با اقبال خوبی مواجه شد در واقع اعتراضی به سینمای یکنواخت آن روز بود. فردین در این خصوص می‌گوید: «من در چارچوبی قرار گرفته بودم که هیچ نقشی غیر از این را نمی‌توانستم بازی کنم، یعنی سینمایی داشتیم که چهار ویژگی داشت: یکی فردین، یکی کافه، یکی ایرج و یکی هم زدو خورد. قصه‌ها هم که تقریباً شبیه بود. بعد از گنج قارون هم این مسئله حادتر شد. در آن سال‌ها برای اینکه از این وضعیت خلاص شوم، جهنم + اضافه را ساختم که آواز و کافه و … نداشت. فقط پس زمینه کویر را داشت و این کار بسیار مشکلی بود که با چنین پس زمینه تصویری بخواهی مردم را دو ساعت سرگرم کنی. موقع فیلمبرداری این فیلم ما فقط می‌توانستیم روزی یک ساعت و نیم کار کنیم؛ یعنی از ۶ تا ۷٫۳۰ صبح. بعد از آن هوا آنقدر گرم شد که اصلاً نمی‌شد بیرون بیایی، پس ببینید سینما برای من چقدر تکراری شده بود که حاضر شدم با آن مشکلات فیلم متفاوتی بسازم.»
فردین در فیلم سلطان قلب‌ها کارگردان است به اولین سوپراستار سینمای ایران و با لقب «سلطان قلبها» مشهور شد.

### دیگر آثار سینمایی
فردین درمیان سال‌های ۱۳۴۱ تا ۱۳۴۷ در اوج دوران کاری خود قرار گرفت، در این مدت وی نخستین فیلم سینمایی خود را در کسوت تهیه‌کننده و کارگردان با نام گرگ‌های گرسنه جلوی دوربین برد. فیلم‌های ساحل انتظار به کارگردانی سیامک یاسمی، انسان‌ها به کارگردانی مهدی میثاقیه، مسیر رودخانه و همچنین چرخ فلک در کنار بیک ایمانوردی و آذر شیوا به کارگردانی صابر رهبر را بازی کرد.
درهمین دوران بود که فیلم سلطان قلبها را کارگردانی و در آن نقش آفرینی کرد، که از آن به بعد به فردین (لقب سلطان قلب‌ها) دادند، این فیلم در جشنواره سپاس جایزه بهترین فیلم و بهترین بازیگر مرد را به خود اختصاص داد.

در سال‌های ۱۳۴۵ و ۱۳۴۷ او به لبنان رفت و در دو فیلم مردی از تهران و طوفان بر فراز پاترا بازی کرد، یک سال بعد و با اکران آن دو فیلم در ایران و لبنان او به مهم‌ترین پروژه سینمایی زندگی خود در عرصهٔ بین‌الملل دعوت شد، فیلمی در ژانر وسترن به نام مردانه بکش محصول ایتالیا. وی در این فیلم همبازی ستارگانی چون: فابیو تستی و اتوره مانی شد. 

پوستر فیلم وسترن مردانه بکش

درسال۱۳۵۰ فردین درفیلم همای سعادت اولین محصول مشترک ایران و هند بازی کرد که در این فیلم با بازی در کنار سانجیو کومار و وحیده رحمان بر محبوبیت خود افزود، این فیلم در هندوستان با نام صبح و شام به نمایش درآمد.

پوستر فیلم همای سعادت اولین فیلم مشترک ایران و هندوستان

فردین و فروزان در صحنه‌ای از فیلم باباشمل

بازی فردین در فیلم‌های: قصر زرین، سکه شانس، یاقوت سه چشم، کوچه مردها و مردی از جنوب شهر حاصل فعالیت‌های وی در سال ۱۳۴۹ بود. میعادگاه خشم و راز درخت سنجد از جلال مقدم، بابا شمل به کارگردانی علی حاتمی، جبار سرجوخه فراری، جوانمرد، ناجورها، و غزل به کارگردانی مسعود کیمیایی از دیگر آثار وی در اوایل دهه پنجاه محسوب می‌شوند. فیلم سلطان قلبها در سال ۱۳۴۸ بهترین فیلم و محمد علی فردین بهترین بازیگر ان سال شد و در جشنواره فیلم سپاس، لوح سپاس و دستگاه پخش فیلم (آپارات) ساخت بولکس توسط میثاقیه به وی اهدا شد.

### کاراکترها
فردین پیش از گنج قارون یا تیپ علی بی‌غم در کاراکترهای مختلف ظاهر شد و تنوع نقش خوبی داشت، جوان عیاش فردا روشن است، فرخ تا امیر فریاد نیمه شب تا مکانیک جوان بیوه‌های خندان، تا خسروی طلای سفید که مهندسی شیمی خوانده بود، ساسان خبرنگار جنایی گرگ‌های گرسنه، داش ابرام کلاه مخملی زن‌ها فرشته‌اند (فیلم ۱۳۴۲)، احمد صیاد در ساحل انتظار، امیر انسان‌ها، محمود بداقبال مسیر رودخانه، یار قلی جهنم زیر پای من، آقای سپاهی دهکده طلایی، مراد ترانه‌های روستائی تا امیر اسد عشق و انتقام و پس از گنج قارون تا سال چهل و هشت هم در فیلم‌های مردی از تهران، طوفان بر فراز پترا، مردانه بکش، خشم کولی و نعره طوفان از تیپ گنج قارونی خارج شد.
بعد از ظهور قیصر، علی بلبل کوچه مردها، قمار باز سکه شانس، ایوب، موزیکال باباشمل، قدم میعادگاه خشم، غلام کمدی راز درخت سنجد، فریدون جهنم به اضافه من، جبار، اسلام ناجورها، علی تعصب، حجت غزل، سرگرد رامین برفراز آسمان‌ها، سید یعقوب برزخی‌ها شکل گرفت.

### فعالیت‌ها
- همکاری با مصطفی اسکویی در هنرکده سینما و تئاتر آناهیتا ۱۳۳۷
- صاحب استودیو فرودین فیلم
- ساخت شش مدرسه و چهار مسجد
- تأسیس مؤسسه‌های خیریه و کمک به نیازمندان

### پس از انقلاب
فردین همچون بسیاری دیگر از هنرمندان سرشناس، پس از انقلاب اسلامی بارها به دادگاه انقلاب فراخوانده شد، و برخلاف علاقه شخصی اش از فعالیت هنری منع و به اجبار فاصله گرفت که بسیار از این بابت اندوهگین بود.

احضار هنرمندان سینما به دادگاه انقلاب

فردین دربارهٔ اعتراض به منع از کار شدن او و بسیاری از همکارانش بعد از انقلاب خطاب به نظام جمهوری اسلامی در مصاحبه ویدئویی چنین گفت:
همیشه این سؤال بود که چرا باید بالهای ما قیچی بشه؟!
کار ما کار هنریست کار ذوقیست، یک کسی که بیست و هشت سال سی سال در این قسمت کار هنری و ذوقی کار کرده یک مرتبه بال‌هایش را بچینند یا دست و پاشو قطع کنند آن‌هم در جمهوری اسلامی به نظر من انصاف نیست.

ماها هر کدوم اون تعداد انگشت شماری که در این سینما بودیم در واقع تاریخ سینما هستیم، هیچ‌کس نمیتونه اسم ما رو پاک بکنه، چون در قلب یک یک این مردم نوشته شده اسامی ما و به هر صورت حق داریم که بگیم در این سینما سهمی داشته‌ایم

و در مراسم سالگرد علی تابش گفته بود:
همه مردم هر روز زندگی می‌کنند تا یک روز بمیرند. ما هر روز می‌میریم تا یک روز زندگی کنیم
ممنوع‌الفعالیت شدن وی پس از انقلاب همواره مورد انتقاد بوده است. احمد نجفی در مصاحبه‌ای از گرفتن اجازه از مراجع قم برای ادامهٔ فعالیت فردین خبر داده است، اما محسن مخملباف این اجازه‌نامه را پاره کرده و اظهار داشته است که هرگز اجازه نمی‌دهد فردی مانند فردین در سینمای ایران کار کند.
او بعد از انقلاب برخلاف بسیاری از دوستان هنرمندش از ایران نرفت، و سال‌ها در مغازه اش در میدان ونک تهران به فروشِ فرش مشغول بود.
محمدعلی فردین در سال ۷۷–۷۸ مصاحبه‌ای با رضا کیانیان انجام داد که پس از مرگش در کتابِ ناصر و فردین منتشر شد. همچنین در این کتاب با ناصر ملک‌مطیعی نیز مصاحبه شده است.

## درگذشت

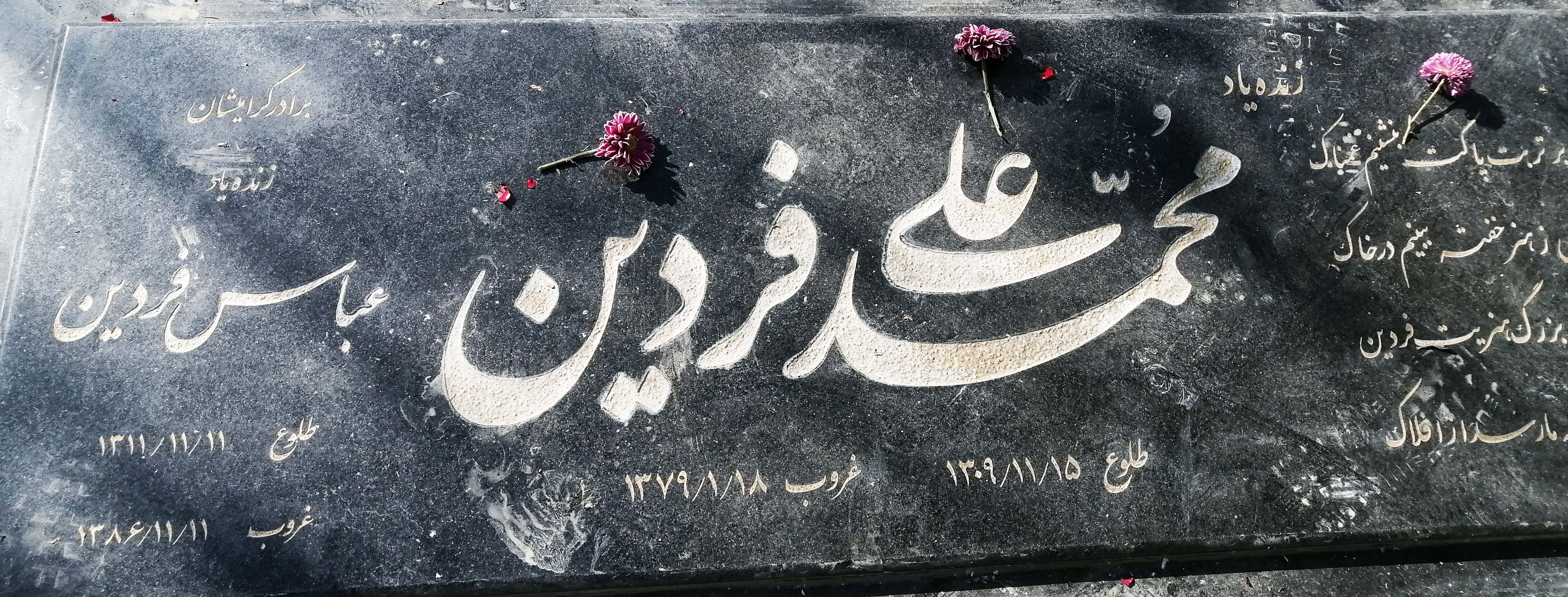

فردین در روز پنج‌شنبه ۱۸ فروردین ۱۳۷۹ در ۶۹ سالگی بر اثر ایست قلبی در منزل شخصی‌اش از دنیا رفت. و صبح روز شنبه از ورزشگاه امجدیه در میان سیل هنرمندان و مردم، با جمعیتی انبوه، به سمت قطعه هنرمندان بهشت زهرا تهران بدرقه و در قطعه ۸۸ ردیف ۱۵۹ شماره ۱۰ به خاک سپرده شد.

تیتر روزنامه وداع فردین آسمان تهران گریست

### واکنش‌ها
جمشید مشایخی: دیگر کسی به محبوبیت او نمی‌رسد.
مجید مظفری: نمی‌توانیم نام فردین را از سینمای ایران جدا کنیم.
عزت‌الله انتظامی: فردین محبوب‌تر از همیشه.
ایرج راد: فردین یک پدیده بود. او مَردِ عشق بود و وفادارِ زندگی. آری، بر این مردِ خدا می‌توان گریست.

## سینما نیاگارا

### تاریخچه
این سینما در سال ۱۳۳۷ با نام نیاگارا و با ۹۶۰ صندلی با شراکت محمدعلی فردین و رحمان گلزار خریداری و تأسیس شد، بعد از انقلاب بنیاد مستضعفان ۵۰ درصد سهام گلزار را به دست می‌گیرد و نام سینما نیاگارا به سینما جمهوری تبدیل می‌شود، و در مقطعی اداره سینما را علی حاتمی همراه با محمدعلی فردین عهده‌دار می‌شوند، پس از درگذشت فردین سینما به وراث او می‌رسد و سرانجام در پی تغییر و تحولات، خانواده حاتمی نیمی از سهام سینما را خریداری می‌کنند و شریک خانواده فردین می‌شوند. این سینما در خیابان جمهوری (شاه آباد سابق) از طرف شرق به غرب، نرسیده به خیابان فلسطین (کاخ سابق) تهران قرار دارد.

#### آتش‌سوزی
بعد از انقلاب این سینما در ساعت ۴ صبح تا ۸ صبح روز ۲۵ آبان سال ۱۳۸۷ دچار آتش‌سوزی شد؛ که پس از نتایج تحقیقات آتش‌نشانی تهران حاکی از عمدی بودن آتش‌سوزی بود و میزان خسارت‌های وارد شده تا ۳ میلیارد ریال برآورد شد.

#### مصادره سهم فردین توسط ستاد اجرایی فرمان امام
سه دانگ این سینما توسط ستاد اجرایی فرمان امام از خانواده محمدعلی فردین بازیگر سینما گرفته، و این سه دانگ طی اطلاعیه‌ای در روز هشتم آبان ماه ۱۳۹۲ این ساختمان تاریخی سینما جمهوری با مساحت ۱۲۹۳/۲۶ متر با قیمت پایه دو میلیارد و ۵۵۰ میلیون تومان با عنوان ساختمان فرهنگی مذهبی به مزایده گذاشته شد.
در آگهی فروش این سینما آمده بود: سه دانگ مشاع از ۶ دانگ ملکیت و سه دانگ منافع سینما به صورت وکالتی واگذار می‌شود، ضمناً منافع سرقفلی واحدهای تجاری جز مورد واگذار نیست؛ و در این مزایده یک زن به همراه شرکایش در مزایده فروش سه دانگ از مالکیت سینما جمهوری که توسط ستاد اجرایی فرمان امام برگزار شده بود، برنده شد.

## فیلم‌شناسی
| شماره | سال  | نام فیلم             | بازیگر | نویسنده | کارگردان          | تهیه‌کننده |
| ----- | ---- | -------------------- | ------ | ------- | ----------------- | --------- |
| ۶۴    | ۱۳۵۸ | برزخی‌ها              | آری    | —       | ایرج قادری        | آری       |
| ۶۳    | ۱۳۵۷ | بر فراز آسمان‌ها      | آری    | —       | آری               | آری       |
| ۶۲    | ۱۳۵۵ | غزل                  | آری    | —       | مسعود کیمیایی     | —         |
| ۶۱    | ۱۳۵۴ | تعصب                 | آری    | —       | تقی مختار         | —         |
| ۶۰    | ۱۳۵۴ | قرار بزرگ            | آری    | —       | آری               | آری       |
| ۵۹    | ۱۳۵۳ | جوانمرد              | آری    | —       | مهدی ژورک         | —         |
| ۵۸    | ۱۳۵۳ | سلام بر عشق          | آری    | —       | عزیزاله بهادری    | —         |
| ۵۷    | ۱۳۵۳ | شکست‌ناپذیر           | آری    | —       | رضا میرلوحی       | —         |
| ۵۶    | ۱۳۵۳ | مواظب کلاهت باش      | آری    | —       | رضا میرلوحی       | —         |
| ۵۵    | ۱۳۵۳ | ناجورها              | آری    | —       | سعید مطلبی        | —         |
| ۵۴    | ۱۳۵۲ | جبار سرجوخه فراری    | آری    | —       | امان منطقی        | —         |
| ۵۳    | ۱۳۵۲ | قصه شب               | آری    | آری     | آری               | آری       |
| ۵۲    | ۱۳۵۱ | جهنم+من              | آری    | —       | آری               | آری       |
| ۵۱    | ۱۳۵۰ | ایوب                 | آری    | —       | مهدی ژورک         | —         |
| ۵۰    | ۱۳۵۰ | بابا شمل             | آری    | —       | علی حاتمی         | —         |
| ۴۹    | ۱۳۵۰ | راز درخت سنجد        | آری    | —       | جلال مقدم         | —         |
| ۴۸    | ۱۳۵۰ | مرد هزار لبخند       | آری    | —       | سیامک یاسمی       | —         |
| ۴۷    | ۱۳۵۰ | مردان خشن            | آری    | —       | صابر رهبر         | —         |
| ۴۶    | ۱۳۵۰ | میعادگاه خشم         | آری    | —       | سعید مطلبی        | —         |
| ۴۵    | ۱۳۵۰ | همای سعادت           | آری    | —       | فابی چاناکیا      | —         |
| ۴۴    | ۱۳۵۰ | یک خوشگل و هزار مشکل | آری    | —       | محمدعلی زرندی     | —         |
| ۴۳    | ۱۳۴۹ | سکه شانس             | آری    | —       | ایرج قادری        | آری       |
| ۴۲    | ۱۳۴۹ | کوچه مردها           | آری    | —       | سعید مطلبی        | —         |
| ۴۱    | ۱۳۴۹ | مردی از جنوب شهر     | آری    | —       | صابر رهبر         | —         |
| ۴۰    | ۱۳۴۹ | یاقوت سه چشم         | آری    | —       | آرماییس آقامالیان | —         |
| ۴۰    | ۱۳۴۸ | بهشت دور نیست        | آری    | —       | اسماعیل ریاحی     | —         |
| ۳۸    | ۱۳۴۸ | دنیای پر امید        | آری    | —       | احمد شیرازی       | —         |
| ۳۷    | ۱۳۴۸ | قصر زرین             | آری    | —       | آری               | —         |
| ۳۶    | ۱۳۴۸ | نعره طوفان           | آری    | —       | ساموئل خاچیکیان   | —         |
| ۳۵    | ۱۳۴۷ | خشم کولی             | آری    | —       | اسماعیل ریاحی     | —         |
| ۳۴    | ۱۳۴۷ | سلطان قلب‌ها          | آری    | آری     | آری               | —         |
| ۳۳    | ۱۳۴۷ | طوفان بر فراز پاترا  | آری    | —       | فاروق عجرمه       | —         |
| ۳۲    | ۱۳۴۷ | مردانه بکش           | آری    | —       | مایلز دیم         | —         |
| ۳۱    | ۱۳۴۶ | چرخ فلک              | آری    | —       | صابر رهبر         | —         |
| ۳۰    | ۱۳۴۶ | شکوه جوانمردی        | آری    | —       | اسماعیل ریاحی     | —         |
| ۲۹    | ۱۳۴۶ | طوفان نوح            | آری    | —       | سیامک یاسمی       | —         |
| ۲۸    | ۱۳۴۵ | امیر ارسلان نامدار   | آری    | —       | اسماعیل کوشان     | —         |
| ۲۷    | ۱۳۴۵ | جهان پهلوان          | آری    | —       | اسماعیل ریاحی     | —         |
| ۲۶    | ۱۳۴۵ | حاتم طائی            | آری    | آری     | آری               | —         |
| ۲۵    | ۱۳۴۵ | گدایان تهران         | آری    | —       | آری               | —         |
| ۲۴    | ۱۳۴۵ | مردی از تهران        | آری    | —       | فاروق عجرمه       | —         |
| ۲۳    | ۱۳۴۴ | ببر کوهستان          | آری    | —       | خسرو پرویزی       | —         |
| ۲۲    | ۱۳۴۴ | خوشگل خوشگلا         | آری    | آری     | آری               | آری       |
| ۲۱    | ۱۳۴۴ | عشق و انتقام         | آری    | آری     | آری               | —         |
| ۲۰    | ۱۳۴۴ | قهرمان قهرمانان      | آری    | —       | سیامک یاسمی       | —         |
| ۱۹    | ۱۳۴۴ | گنج قارون            | آری    | —       | سیامک یاسمی       | —         |
| ۱۸    | ۱۳۴۴ | موطلایی شهر ما       | آری    | —       | عباس شباویز       | —         |
| ۱۷    | ۱۳۴۳ | آقای قرن بیستم       | آری    | —       | سیامک یاسمی       | —         |
| ۱۶    | ۱۳۴۳ | انسان‌ها              | آری    | —       | مهدی میثاقیه      | —         |
| ۱۵    | ۱۳۴۳ | ترانه‌های روستایی     | آری    | —       | صابر رهبر         | —         |
| ۱۴    | ۱۳۴۳ | جهنم زیر پای من      | آری    | —       | رضا صفایی         | —         |
| ۱۳    | ۱۳۴۳ | دهکده طلایی          | آری    | —       | نظام فاطمی        | —         |
| ۱۲    | ۱۳۴۳ | مسیر رودخانه         | آری    | —       | صابر رهبر         | —         |
| ۱۱    | ۱۳۴۲ | زن‌ها فرشته‌اند        | آری    | —       | اسماعیل پورسعید   | —         |
| ۱۰    | ۱۳۴۲ | ساحل انتظار          | آری    | —       | سیامک یاسمی       | —         |
| ۹     | ۱۳۴۱ | زمین تلخ             | آری    | —       | خسرو پرویزی       | —         |
| ۸     | ۱۳۴۱ | طلای سفید            | آری    | —       | جمشید شیبانی      | —         |
| ۷     | ۱۳۴۱ | گرگ‌های گرسنه         | آری    | —       | آری               | آری       |
| ۶     | ۱۳۴۰ | بیوه‌های خندان        | آری    | —       | نظام فاطمی        | —         |
| ۵     | ۱۳۴۰ | دختری فریاد می‌کشد    | آری    | —       | خسرو پرویزی       | —         |
| ۴     | ۱۳۴۰ | فریاد نیمه‌شب         | آری    | —       | ساموئل خاچیکیان   | —         |
| ۳     | ۱۳۳۹ | فردا روشن است        | آری    | —       | سردار ساگر        | —         |
| ۲     | ۱۳۳۸ | چشمه آب حیات         | آری    | —       | سیامک یاسمی       | —         |
| ۱     | ۱۳۳۸ | دوقلوها              | آری    | —       | شاپور یاسمی       | —         |

### تدوین
1. قرار بزرگ (۱۳۵۴)[۱۹]

## جوایز و دستاوردها

محمد علی فردین هنگام دریافت جایزه سپاس ـ ۱۳۴۸

- بهترین بازیگر مرد برای فیلم سلطان قلب‌ها در اولین دوره جشنواره فیلم سپاس تهران[۲۰]
- بنیاد جهانی هنر در خدمت صلح بایگانی‌شده  در ۹ اوت ۲۰۲۰ توسط Wayback Machine جایزه ویژه هنر در خدمت صلح را در سال ۲۰۱۸ در بخش سینما به پاس یک عمر فعالیت محمدعلی فردین، به او اهدا کرد. عاطفه فردین (دخترش) این جایزه را دریافت کرد.[۲۱]